# Auby-rutern
Auby-rutern ("Karo Aubiego", ang. "Auby Diamond") – brydżowy system licytacyjny opracowany przez szwedzkiego gracza Daniela Auby.  Otwarcia w tym systemie wyglądają następująco:
```
Pas   0-5 
PH
 Układ dowolny, lub
     16+  PH Układ dowolny
1♣   11-15PH Układ niezrównoważony
     13-15PH Układ zrównoważony
1
♦
    5-8 PH Układ mniej, więcej zrównoważony
1
♥
    6-10PH 4+ kiery, możliwy dłuższy kolor młodszy
1♠    6-10PH 4+ piki, możliwy dłuższy kolor młodszy
1BA   9-12PH Układ mniej, więcej zrównoważony
2♣/
♦
  6-10PH 5+trefli/kar bez starszej czwórki
2
♥
/♠  6-10PH 5+ kierów/pików 5+ w kolorze młodszym
```

Po otwarciu pas, 1♣ pokazuje 0-8, 1♦ to 19+, a inne odzywki są naturalne i pokazują 8-18PH.  Po pas-1♣, otwierający pasuje z siła 0-5, a z 16+ licytuje według systemu Carrotti, podobnie jak po odpowiedzi 1♦.
Po otwarciu 1♣, 1♦ to 0-9 lub 13+, 1BA to 11-13, a inne odpowiedzi mają znaczenia identyczne do pierwszych otwarć ale w sile 10-14.
Po otwarciu 1♦, 2BA jest inwitujące, a 1♥/♠ jest forsujące (może być "lepszy starszy" bez starszej czwórki).
Po innych otwarciach licytacja jest identyczna jak w systemie Carrotti.